# Lycieae
Tribu
La tribu des Lycieae regroupe des plantes de la sous-famille des Solanoideae dans la famille des Solanaceae. 

## Liste des genres
Selon NCBI (4 mars 2012) :
- genre Grabowskia
- genre Lycium
- genre Phrodus